# Pèire Olieu
Pèire Olieu o Pere de Joan Olivi, del seu nom llatinitzat Petrus Iohannis Olivi, (1248, Serinhan - 1298, Narbona) fou un religiós franciscà que realitzà importants estudis de filosofia i teologia.

## Vida
Es feu religiós franciscà a Besers i conclogué els seus estudis de teologia a la Universitat de París. Després ensenyà a diversos monestirs del seu orde. És conegut per la seva observança extrema de la regla de pobresa pròpia de l'orde.
Les seves tesis teològiques li causaren problemes dins de l'orde. Els escrits que havia publicat foren examinats per Jerònim Ascoli i per Bonagratia de Bèrgam i condemnats com heterodoxos el 1278, tot i que fou rehabilitat onze anys després. Després es dedicà a la guia d'ànimes i fou un reconegut director espiritual fins a la seva mort.

## Pensament
La seva obra filosòfica fou important i influent dins de l'anomenada escola franciscana, encara que també s'hi deixen entreveure elements de la filosofia de Joaquim de Fiore. Rebutja la teoria de l'ànima com a forma del cos i proposa una nova idea de com l'ànima s'uneix al cos. Assumeix la tesi franciscana que en l'ànima humana hi ha una mena de «matèria espiritual». Aquesta matèria, segons Olivi, posseeix una forma sensitiva i una forma intel·lectiva. La primera seria la que s'uneix al cos a la manera de forma. D'aquesta manera, fent d'una part de la matèria de l'ànima només el que s'uneix al cos se salvaria més fàcilment la immortalitat de l'ànima i conseqüentment la seva llibertat. Aquesta teoria, juntament amb d'altres dels seguidors d'Olivi, fou condemnada pel Concili de Viena el 1311.
Sobre les anomenades proves de l'existència de Déu sostenia la validesa tant de les vies a posteriori (com les de Sant Tomàs d'Aquino) com les a priori a partir de les preferències de l'Ésser Diví segons el seu concepte:
| «                     | Olivi admet que nosaltres ens formem sobre la base de l'experiència el concepte de l'ésser summe, i meditant sobre el concepte així format estem obligats a reconèixer l'existència real de Déu, valoritzant així o acolorint el conegut argument ontològic | » |
| — G. BONAFEDE, p. 261 | |   |

Afirma, a més a més, la divisió en set edats de la història de l'Església. Segons Olivi, en el seu temps es trobaven ja a la sisena edat on alguns pocs fidels guiats pels franciscans conformaven l'«Església espiritual» (Ecclesia spiritualis), que fou perseguida per l'«Església carnal» (Ecclesia carnalis) que tindrà un antipapa per cap. És dels primers autors a afrontar dogmàticament la infal·libilitat pontifical i el primat de jurisdicció.
Pere Joan Olivi va causar força enrenou en sentenciar que el vot de pobresa no només implicava no poder posseir béns materials, cosa que s'havia resolt per mitjà de ficcions jurídiques diverses, sinó també haver-ne de fer un ús pobre, fet que implicava moltes més limitacions en la vida dels franciscans.

## Obres principals
- Expositio seu Lectura (Postilla) in Sacram Scripturam
- Opera de Perfectione evangelica et Franciscana
- Opera ascetica-mystica
- Quaestiones in secundum librum Sententiarum
- Lectura super Apocalypsim, més coneguda com a Postilla super Apocalypsim. Aquesta última obra mereixé una condemna pòstuma donada per Joan XXII.